# Ломбард (фільм)
«Ломбард» (рос. Ломбард) — російськомовний пригодницько-кримінальний фільм Любомира Левицького знятий в Україні. В Україні кінотеатральна прем'єра стрічки  відбулась 19 вересня 2013 року, а світова фестивальна прем'єра стрічки відбулася на південно-африканському кінофестивалі Cape Winelands Film Festival, що проходив з 1 по 10 листопада 2013 року.

## Виробництво

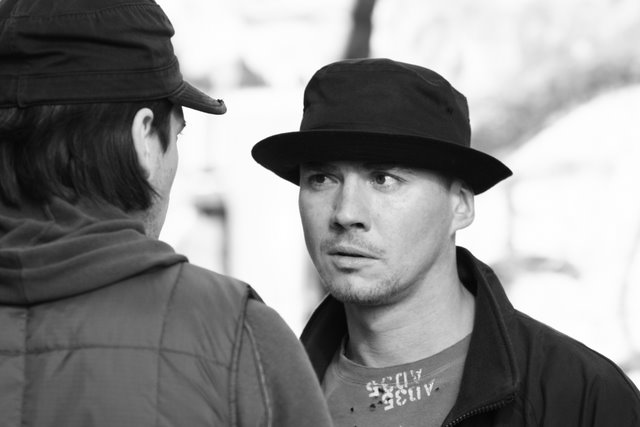
Денис Нікіфоров розмовляє з режисером стрічки (2008)

### Розробка
Описуючи фільм «Ломбард» режисер називає стрічку «прийомною» дитиною, пояснюючи що початково наприкінці 2000-х він був задіяний у цьому фільм як продюсер й лише згодом став режисером. Два роки Левицький займався пошуком грошей й врешті, як сам зізнається, «перегорів» до цього фільму, а після фінансової кризи 2008 року проєкт і взагалі «заморозили». У 2012-у році творці розморозили проєкт, але цього разу вже за фінансової підтримки Держкіно і Левицький вже не брав участі як продюсер, а лише як режисер.
Новим продюсером стрічки став Андрій Савенко (кінокомпанія «Кінофабрика») й під його продюсерством, як каже Левицький, «Ломбард вже був трошки іншим», зокрема через монтаж стрічки зроблений Савенком. Як пояснив режисер, оскільки він у 2012—2013 роках працював одночасно на 2-ох проєктах, на Ломбарді та Тінях незабутих предків, у нього виникла велика часова накладка по монтажу з «Тінями». Левицький сконцентрувався на монтажу саме «Тіней» і просив продюсера не поспішати з «Ломбардом», але Савенко був проти і врешті сам зробив монтаж, який режисеру не сподобався. Як підкреслив Левицький «Якщо глянути монтаж трейлера і монтаж фільму — це дві різні роботи».
Сценарій стрічки писався Левицьким більше року, але врешті під-час зйомок сценарій ще додатково оновлювався, щоб надати змогу акторам імпровізувати на знімальному майданчику. За словами режисера, у кінці стрічка вийшла «кримінальною комедією з російськими акторами в головних ролях», натхненна фільмами Гая Річі.

### Зйомки
Сценарій стрічки Левицький почав писати ще у 2007 році, відразу після виходу його дебютної стрічки Штольня; тоді у 2007 році був шанс що режисер все ж зніме стрічку українською мовою й в інтерв'ю українським ЗМІ підкреслював що "в Чернівцях та Івано-Франківську бандити україномовні. І жаргон у них колоритніший. У Києві кажуть "бандюки", а там — "бендики". Однак врешті стрічку все ж знімали російською мовою й початкові зйомки стрічки розпочалося ще у 2008 році у Львові і тривали з 8 жовтня до 17 жовтня 2008 року. Знімальна група побувала на оглядовому майданчику та внутрішньому подвір'ї Ратуші, вулиці Винниченка, Соборній площі, Сербській вулиці, на перехресті Галицької вулиці і Площі Ринок, а наприкінці — на Личаківському кладовищі. Згодом проєкт заморозили наприкінці 2008 року після того як вже відзняли 50% стрічки через фінансову кризу. Фільмування й виробництво відновилося лише у 2012 році; тоді ж відбулися дозйомки у Києві.
Початкова, оригінальна режисерська версія фільму була хвилин 20 довшою за кінотеатральну і після кінотеатрального показу «продюсерської» кінопрокатної версії планується реліз довшої на 20 хв. версії на home video носіях. Спеціально для фільму гурт «СКАЙ» написав пісню на неіснуючій мові «Run». Серед акторів, що зробили камео-появу у фільмів: сам режисер фільму Любомир Левицький, який у епізоді, де Марк і Яша сидять в кінотеатрі, зіграв одного з глядачів.

### Кошторис
Фільм «Ломбард» переміг на пітчингу Держкіно та був включений до програми виробництва та розповсюдження національних фільмів 2011/2012 років. Держкіно надало 50 % бюджету (6,5 млн грн) від загального кошторису в 13 млн грн. ($1.5 млн.)

## Сюжет
Місце дії відбувається в наші дні в абстрактному місті Лемберг. Картина складається з трьох сюжетних ліній, які хитро переплітаються між собою.
Головні герої — двоє лембергських хлопців, Марк і Яша (Денис Нікіфоров і Павло Піскун), добре знають вулицю і вміють отримувати від неї все, що треба для життя. Марка називають благородним бандитом, а Яша навпаки все вирішує за допомогою інтелекту. Пройшовши складні перипетії в юності, брати починають шукати стабільність. Саме у один з таких днів вони отримують звістку про спадок. Ним виявляється відомий у місті ломбард, а його власником на даний момент є їх рідний дядько Фелікс.
Прийшовши у ломбард за своїм, хлопці отримують різку відсіч. Марк та Яша приймають рішення: будь-яким шляхом забрати спадок. Їх погляди розходяться, і кожен придумує свій план...

## У ролях
У зйомках фільму взяли участь:
| У головних ролях - Денис Нікіфоров — Марк Левін - Павло Піскун — Яша Левін - Валерій Легін — Дядько Фелікс - Андрій Крилов — Мендель - Дені Дадаєв — «Аспірин» - Дмитро Рибалевський — «Кузен» - Лев Татару — «Міль» - Василь Коржук — гопник - Сергій Стахов — гопник - Костянтин Корецький — гопник Вася - Олександр Першин — зварник - Василіса Фролова — ювелір Єва - Юрій Розстальний — банкір - Андрій Бурим — інкасатор - Володимир Кокотунов — інкасатор - Сергій Романюк — мєнт - Ігор Гнізділов — мєнт | В епізодах - Ольга Сторожук — Рита - Максим Паньків — інкасатор Михайло - Володимир Беляєв — кримінальний авторитет - Анатолій Приймак — бандит з бригади Марка - Сергій Шляхтюк — мєнт - В'ячеслав Василюк — помічник банкіра - Анатолій Зіновенко - Олена Мусієнко - Віталій Аниськов - Георгій Делієв - Григорій Чапкіс - Аліна Завальська (тільки в режисерській версії) |

## Український дубляж
В оригіналі стрічку знято російською мовою, бо творці фільму планували прокат у країнах колишнього Радянського Союзу. Згодом був зроблений дубляж українською на студії Postmodern. Цікаво, що російський актор Денис Нікіфоров, який виконував головну роль у стрічці, відмовився приїжджати на прем'єру фільму в Києві, через те, що фільм для прокату в Україні був дубльований українською.
- Ролі дублювали: Дмитро Гаврилов, Павло Піскун, Валерій Легін, Наталя Романько-Кисельова, Роман Чорний, Михайло Жонін, Олександр Ігнатуша, Сергій Солопай, Анатолій Зіновенко, Михайло Войчук та інші.
- Фільм дубльовано: компанією Postmodern у 2013 році.

## Реліз та бокс-офіс
Фрагмент фільму «Ломбард» було представлено улітку 2012 року в рамках презентації Work-in-Progress на 3-му Одеському кінофестивалі. Згодом, 21 травня 2013 року продюсери представили стрічку в рамках Українського павільйону на Каннському кіноринку 2013.. Українська фестивальна прем'єра стрічки відбулася 18 липня 2013 року у позаконкурсній програмі 4-го Одеського кінофестивалю, що проходив з 12 по 20 липня 2013 року.
У вересні 2013 року Держкіно представило перший трейлер дубльований українською на офіційному Youtube-каналі компанії-виробника Kinofabrika. Стрічка вийшла в широкий український кінопрокат 19 вересня 2013 року Кінопрокат стрічки в Україні тривав 8 тижнів, за цей час стрічку переглянули 12.9 тис. глядачів і вона зібрала майже ₴ 462 тис. ($55 тис.)
Світова прем'єра стрічки відбулася на південно-африканському кінофестивалі Cape Winelands Film Festival, який проходив з 1 по 10 листопада 2013 року.

## Відгуки критиків
Стрічка отримала змішані відгуки від українських кінокритиків, які привітали зусилля Любомира Левицького зі створення вітчизняного масового кіно, хоча й дорікнули слабким сюжетом та російськомовністю оригіналу стрічки з неякісним українськомовним дубляжем. Зокрема оглядач газети Високий замок Віто Надашкевич зауважив що "фільм знімали російською, дублювали українською, що додало йому деякої ненатуральності", а оглядач журналу Кіно-театр Марія Тетерюк підкреслила що стрічка "розпадається на окремі сюжетні лінії, які самі по собі цікаві, одначе сполучні ланки між ними штучні та вимушені через брак логіки і вмотивованості дій персонажів" та зауважила що "оскільки у фільмі грає чимало російських акторів, знімався він російською, а потім був дубльований українською, [однак] український дубляж видається не зовсім виграшним за виразністю та стилістикою. Дивним чином україномовна кримінальна комедія обійшлася без вуличного сленгу, приклади якого легко можна було відшукати в сучасній українській літературі, не кажучи вже про вуличні розмови". ref name="vz.ua"/>